# 总裁之选
总裁之选（英語：Chairman's Choice）是一个商业术语，指公司负责人为了个人利益、不合逻辑或根本不存在的商业原因，要求公司赞助某项活动或名人的行为。这种做法在发达国家并不那么普遍，但在新兴市场更为常见。
所谓赞助不应与捐贈混为一谈，因为慈善捐款的目的不是为公司创造商业回报。